# Monacato

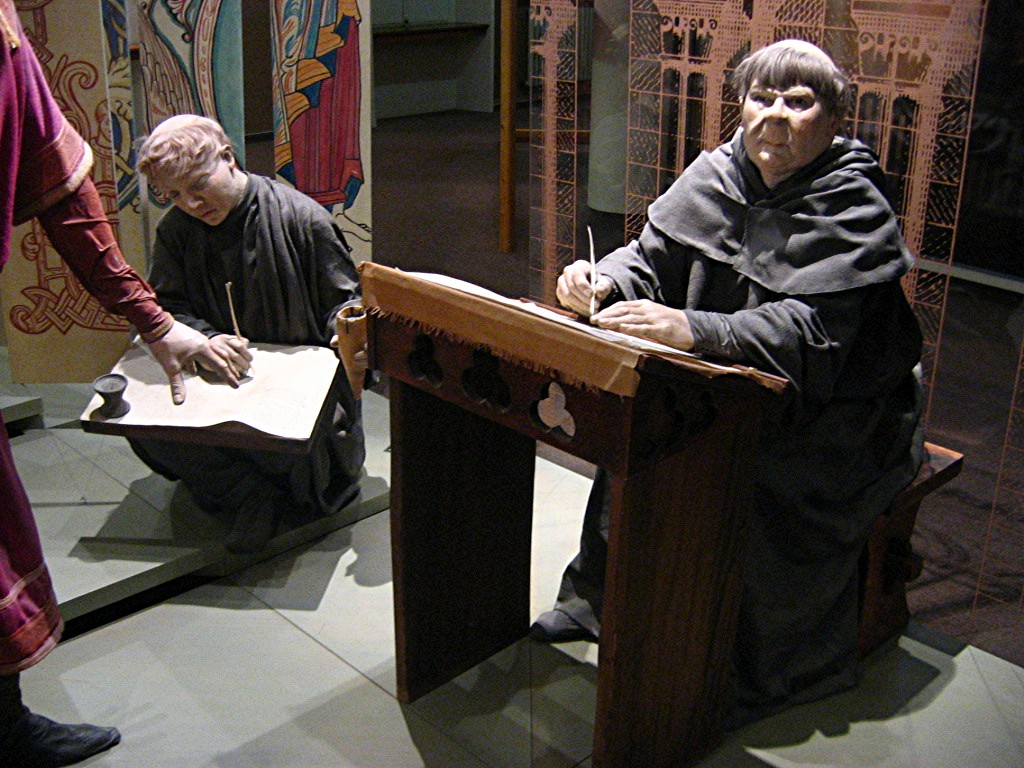
Muñecos representando monjes.

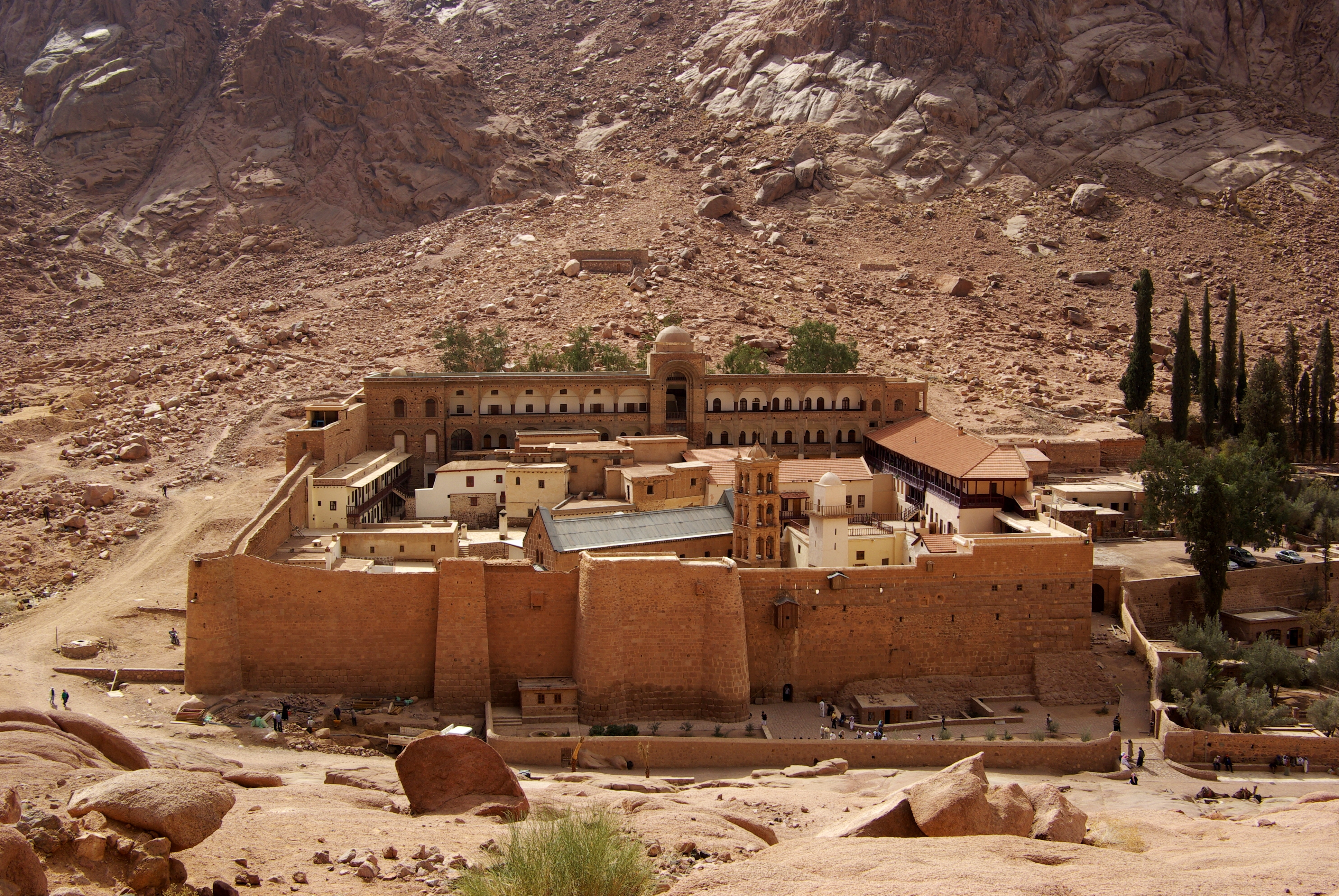
Monasterio de Santa Catalina del Monte Sinaí en Egipto. El monasterio es el lugar donde vive el monje y normalmente se encuentra en lugares apartados que propicien la vida monástica.

El monacato (del griego monachos, «persona solitaria») es la adopción de un estilo de vida más o menos ascético dedicado a una religión y sujeto a determinadas reglas en común. En varias religiones se encuentran formas de vida monásticas, aunque sus características varían enormemente, entre ellas: hinduismo, budismo, Jainismo, taoísmo, sintoísmo, cristianismo, etc.
Al miembro de una comunidad que lleva una vida monástica se lo denomina monje o monja. Se rigen por las reglas características de la orden religiosa a la que pertenecen y llevan una vida de oración y contemplación. Algunos viven como ermitaños y otros en comunidad, a la que se llama monasterio.

## Monacato en general

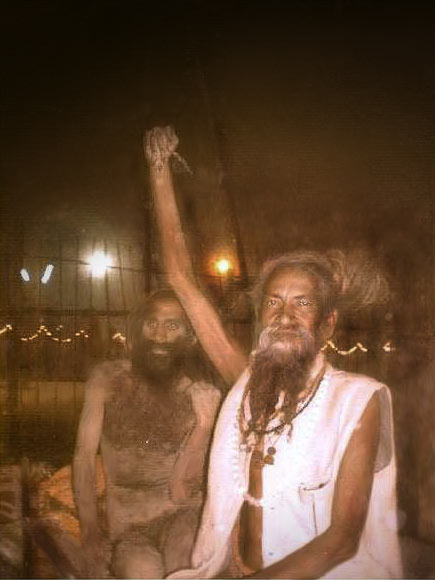
Una forma de ascetismo, particularmente estricta de la religión hindú.

En todas las religiones ha existido, más o menos explícitamente, una manera "marginal", pero organizada, de encarnar los valores esenciales de su doctrina o teología. A esta forma "marginal" de vivir es a lo que normalmente se le ha llamado monacato. Entre todas esta formas de vida monacal, sin perder la esencia que corresponde a cada religión, es fácil encontrar ciertos paralelismos o semejanzas.

### Aspecto antropológico
El ascetismo, que es la forma más elaborada y organizada del monacato, tiene un significado antropológico profundo. Por ello, el monacato, antes que un hecho religioso es un hecho antropológico que implica un concepto de orden de vida natural. Existe ante todo una filosofía de vida monástica, que una teología de la misma, donde prevalecen los valores formalmente religiosos. El monje, en sentido común, es el hombre del encuentro con la divinidad, y todo él se organiza de tal manera que su vida esté siempre dispuesta para ese encuentro. Por tanto, el monacato asume las formas más diversas en todas y en cada una de las religiones. No solo en relación con el encuentro del hombre con la divinidad, sino además, en razón de la organización concreta que se presenta sea individualmente (eremitismo) o en grupo (cenobitismo). Esto explica por ejemplo la diversidad de organizaciones monásticas que existen, incluso en la misma religión.

### Aspecto socio-religioso
Las religiones que han alcanzado un cierto grado de evolución pueden tener en común unas determinadas formas de monacato. Este, en cuanto a manifestación concreta de ascetismo, común a todas las religiones, es un fenómeno primario que inicia como contraposición entre lo sagrado y lo profano. Este dualismo ahonda sus raíces en los conceptos de espíritu y materia, pero en un nivel más elevado, el ascetismo confronta extroversión con introversión, realidad circundante con recogimiento hacia aquello que se considera fuente y origen de la vida espiritual. Por ello, en las religiones con un desarrollo histórico como el budismo y el cristianismo, el monje abandona las implicaciones de la vida cotidiana para posibilitar la unificación íntima con el Ser supremo.
Teniendo en cuenta lo anterior, ni el ascetismo ni el monacato son monopolio de alguna religión, por el contrario, es patrimonio común de todas las religiones, e incluso de algunas filosofías. Por eso, es normal que haya dado lugar a una tipología social con numerosos paralelismos en todas las religiones del mundo. Aunque el ascetismo es su dimensión más profunda es un hecho individual, la mayor parte de los que han escogido ese estilo de vida han buscado compañeros con el deseo de seguir la misma meta, lo que hace al monacato, además de religioso, un hecho social y colectivo, razón por la cual, las características del mismo en las religiones sociales tengan cierta similitud.

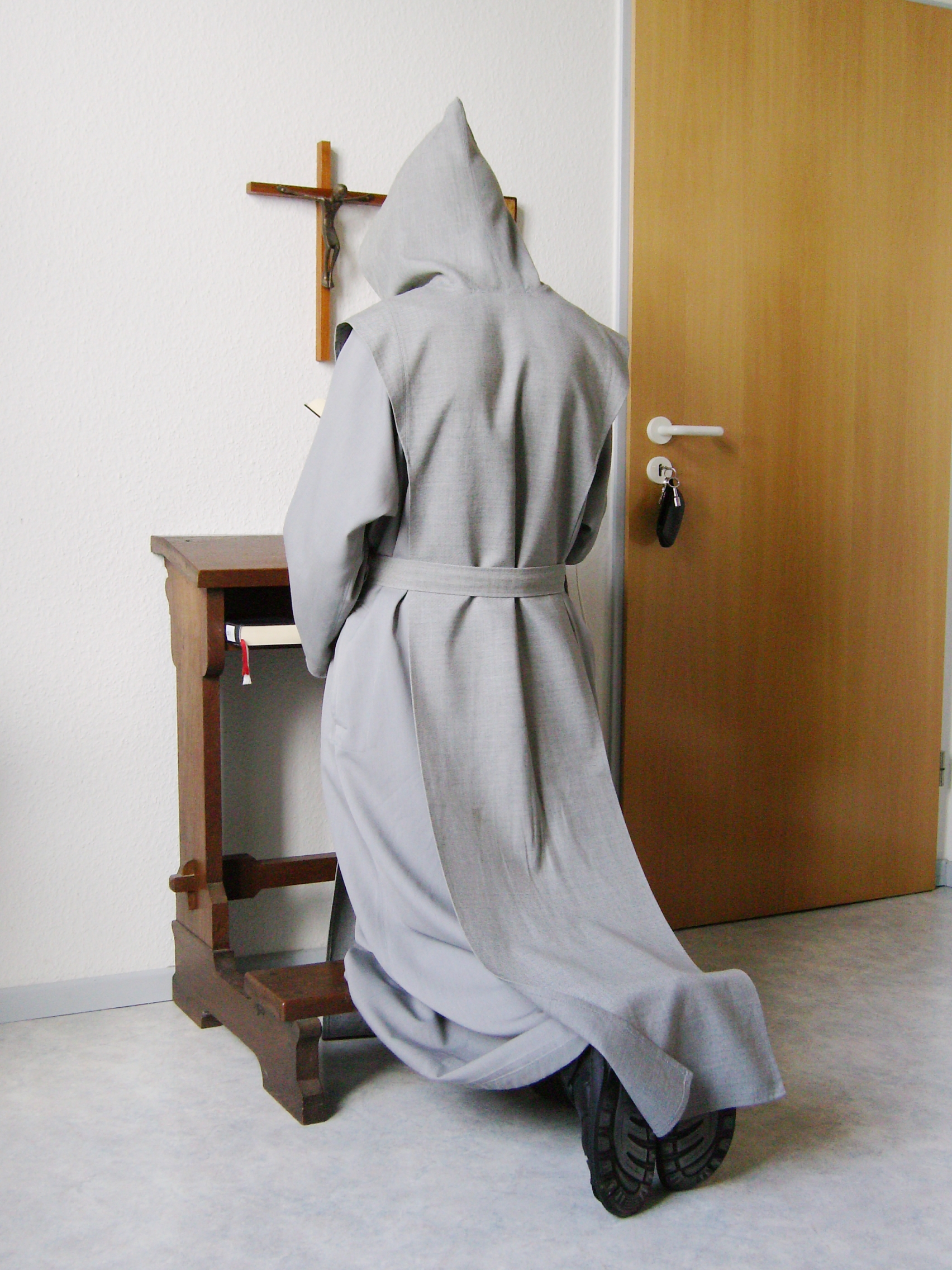
Un monje trapense orando. La vida de oración o meditación constituye uno de los elementos comunes a todas las formas monásticas presentes en todas las religiones.

### Elementos comunes
Se pueden entrever en las formas de vida monásticas de todas las religiones que las poseen, la coincidencia de una serie de elementos bien determinados. Con ello no se quiere decir que todas sean iguales, lo particular de cada forma monástica será lo específico de cada religión. En rasgo generales se pueden identificar los siguientes elementos:
- una cierta separación del mundo y de la sociedad,
- la promesa por un tiempo o para siempre de continencia o virginidad,
- una preeminencia de la oración o meditación y de la vida litúrgica o ritual,
- un determinado grupo de prácticas penitenciales,
- la sujeción a una Regla de vida,
- la sumisión a un superior o director espiritual,
- una vida austera de pobreza,
- un tiempo de iniciación o noviciado o guía de un padre espiritual,
- un cambio de nombre que signifique la renuncia de todo su pasado,
- un hábito o vestido diferente o algún signo externo que indique su pertenencia o su opción,
- y un sistema penitencial para quienes infrantan la Regla y las costumbres de la comunidad monástica.

Si bien en cierto que existen formas paralelas o semejantes en el monacato de las diversas religiones, también lo es el hecho de que cada una de estas, le da una impronta propia, con rasgos específicos, al estilo de vida monacal que surge en ellas.

## Monacato hindú

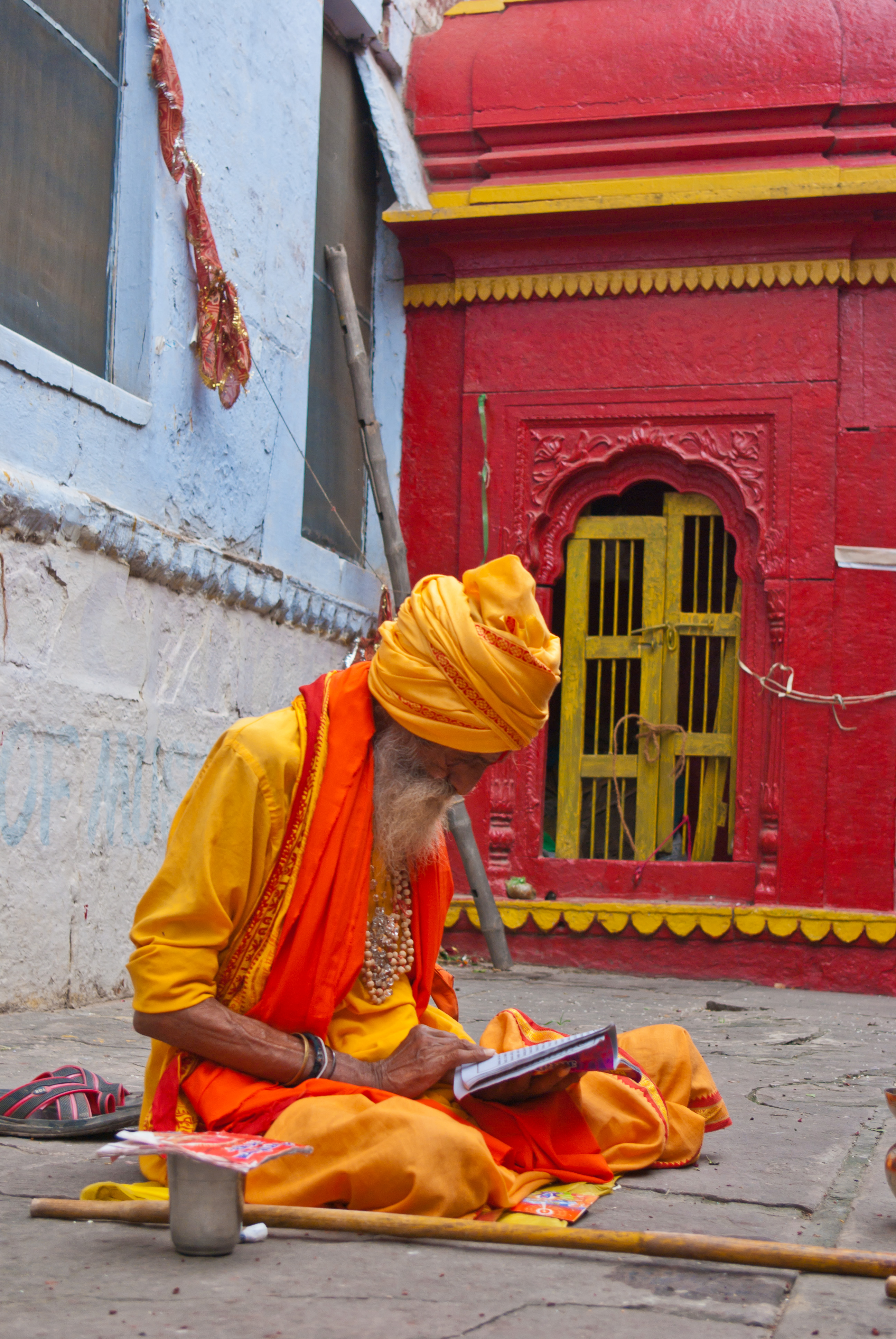
Un monje Sanniasin hindú.

En la India, cuna de muchas religiones, se encuentran formas antiquísimas de monacato, por así decirlo hindú. La sociedad religiosa india siempre se ha preocupado por lo que, desde el punto de vista religioso, se le puede llamar la santidad de sus miembros. Por ello, es lógico que en ella se den formas de ascetismo organizado en monacato, en la búsqueda de la paz a través del encuentro con el ser supremo, para hallar la paz más allá de lo creado. En el siglo V a. C., mucho antes del nacimiento del budismo y el jainismo, existían en la India un elevado número de monjes que caminaban de un lado a otro, mendigando su sustento diario y peregrinando a los santuarios famosos. Existían además, monjes solitarios que se retiraban a los bosques. Estas formas de monacato en la religión hindú no ha variado mucho.
El hinduismo enseña que en el sistema de castas, la cuarta posición la ocupan los Sanniasin, que es el equivalente a monje (en sentido de renuncia). Este se encuentra en la cuarta etapa de la vida, en la que renunciando a toda atadura material (familia, bienes etc.), se dedica una vida nómada, peregrinando hacia los santuarios más famosos de su religión. Pueden tener monasterios, donde se reúnen pequeños grupos de sanniasin, pero solo con propósitos educativos. Algunos de estos se han convertido en centros de peregrinación para los seguidores laicos hindúes.

## Monacato budista

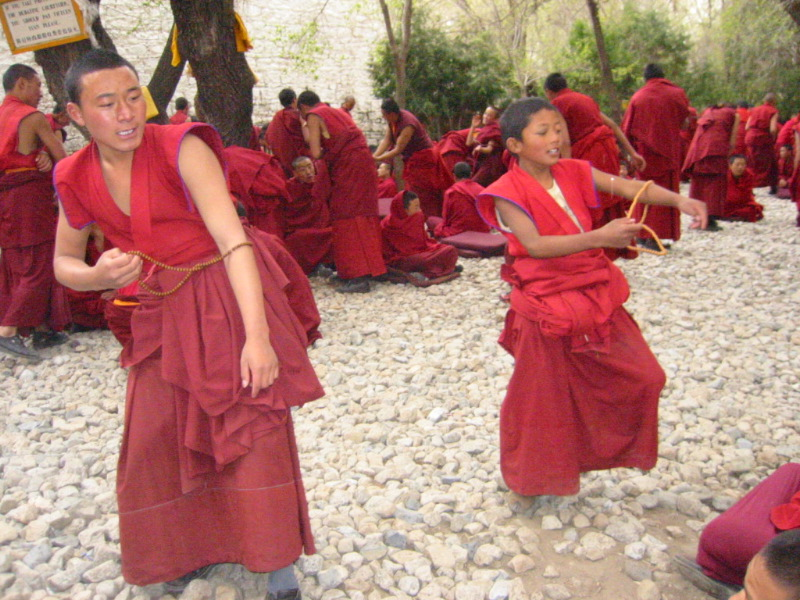
Monjes budistas del Tíbet.

Buda hace una reforma de la antigua religión brahamánica, dando origen al budismo. El monacato budista se diferenció de inmediato del monacato hindú, por haber eliminado el sistema de castas. Al inicio, los monjes budistas, como aquellos hindúes, andaban de un lado a otro, peregrinando y mendicando para su sustento diario. Con el tiempo, se fueron estableciendo en comunidades bajo el comando de una Regla de vida. Esta forma de monacato, se expandió fuera de la India, por Indochina, Tíbet, China y Japón, al punto que está a la base de la misma religión budista.
La raíz última del monacato budista está en la creencia de la vanidad de toda las cosas, aparentes y peligrosas para el camino de perfección hacia el nirvana. La originalidad de este tipo de vida monástica consiste en evitar un enrolamiento indefinido en el ciclo de las reencarnaciones, es decir, busca morir a todo, en la aniquilación total de todas las facultades y alcanzar el reposo definitivo.

## Monacato jaina

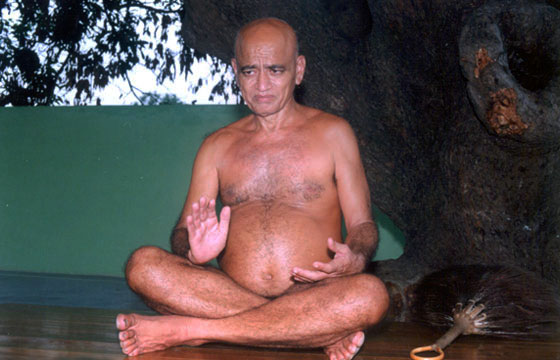
Monje jaina de la tradición digambara.

En el jainismo, el monacato es considerado como la forma más indicada para ser seguidor de Jina. Suele emplearse el término yain muni (en sánscrito: जैन मुनि) o muni para referirse tanto a los monjes como a las monjas. Se les suele llamar sadhus y sadhuís, respectivamente en la tradición de la secta svetambara. Las dos corrientes principales dentro del jainismo (Digambara y Svetambara) muestran ciertas diferencias en los hábitos monacales. Los monjes Digambara no visten ropas en absoluto como forma de practicar el rechazo a los apegos. Los monjes y monjas Svetambara llevan ropas blancas pues consideran que deben llevarse ropas sencillas y anchas mientras no desarrollen un apego por ellas. Los monjes y monjas jainas viajan a pie y rechazan incluso el transporte sanitario.
Las condiciones del monacato jaina son muy estrictas y surgen de las enseñanzas de Majavira. Los cinco majá-vratas son los cinco votos principales que deben observar los monjes jainas: no violencia (ahimsa), verdad (satiá), no robar (asteia), castidad (brahmacharia), desapego (aparigraja). El monacato jaina, continúa siendo similar a aquel original hindú, llevan una vida mendicante y nómada. Quienes adoptan la vida sedentaria, lo hacen por ancianidad o por enfermedad.

## Monacato cristiano

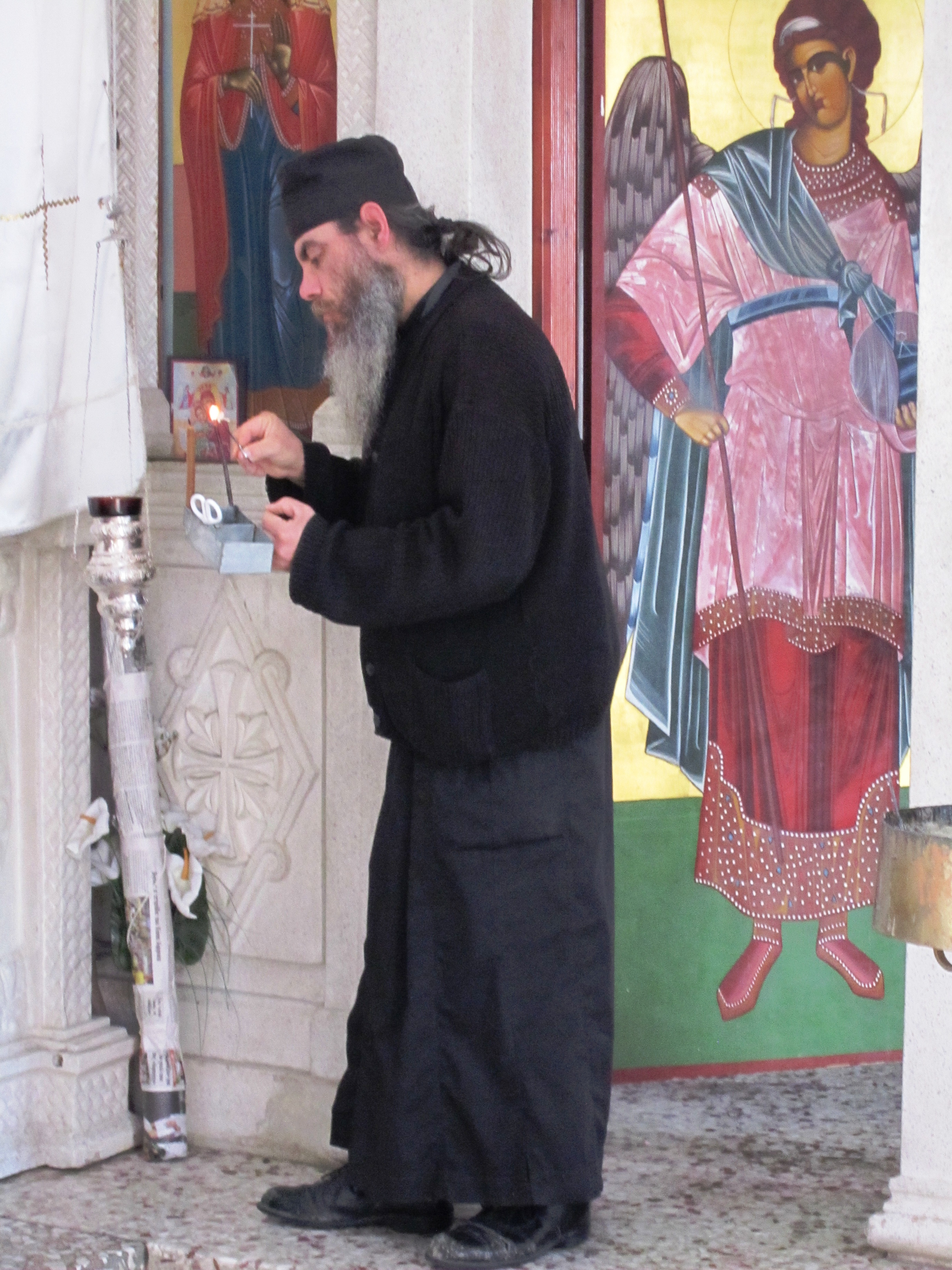
Monje de la Iglesia ortodoxa en Chipre.

El monacato cristiano surge en Egipto, entre los siglos III y IV, con Pablo Ermitaño y Antonio Abad (considerados los primeros monjes cristianos), dando lugar a las primeras comunidades de "solitarios" en la Tebaida (Padres del desierto), quienes renunciaban al mundo material con el fin de seguir una vida de ascetismo y contemplación, orientada hacia lo divino. Los cristianos de Egipto asumieron el monaquismo con tanto entusiasmo que el emperador Valente tuvo que limitar el número de hombres que podría convertirse en monjes. En su origen el monacato era "eremítico", después los monjes se fueron agrupando en comunidades, y fue san Pacomio quien redactó la primera regla para cenobitas, cuando los monjes comenzaron a reunirse en monasterios. El monacato fue exportado de Egipto al resto del mundo cristiano. A partir del siglo V se difundió en Occidente, uno de los aportes más ricos de la Edad Media. Teniendo gran repercusión la Regla de san Benito.
En la Iglesia católica, los monjes están agrupados en diversas familias de órdenes monásticas, y pertenecen a los institutos religiosos, dentro de la gran variedad de Institutos de vida consagrada. Entre ellos, las órdenes de monjes más importantes son las de los benedictinos, cistercienses, cartujos, camaldulenses, jerónimos, antonianos, basilios y paulinos.
En la Iglesia ortodoxa también hay una gran tradición monástica, en la que todos sus monasterios siguen la regla de san Basilio. El conjunto de monasterios del Monte Athos son la representación más famosa del monacato ortodoxo.
La reforma protestante suprimió el monacato, aunque en la Iglesia Anglicana se revivieron, comenzando en el siglo XIX, los monacatos benedictino, franciscano, cisterciense y dominico, entre otros.

## Monacato en otras religiones o movimientos

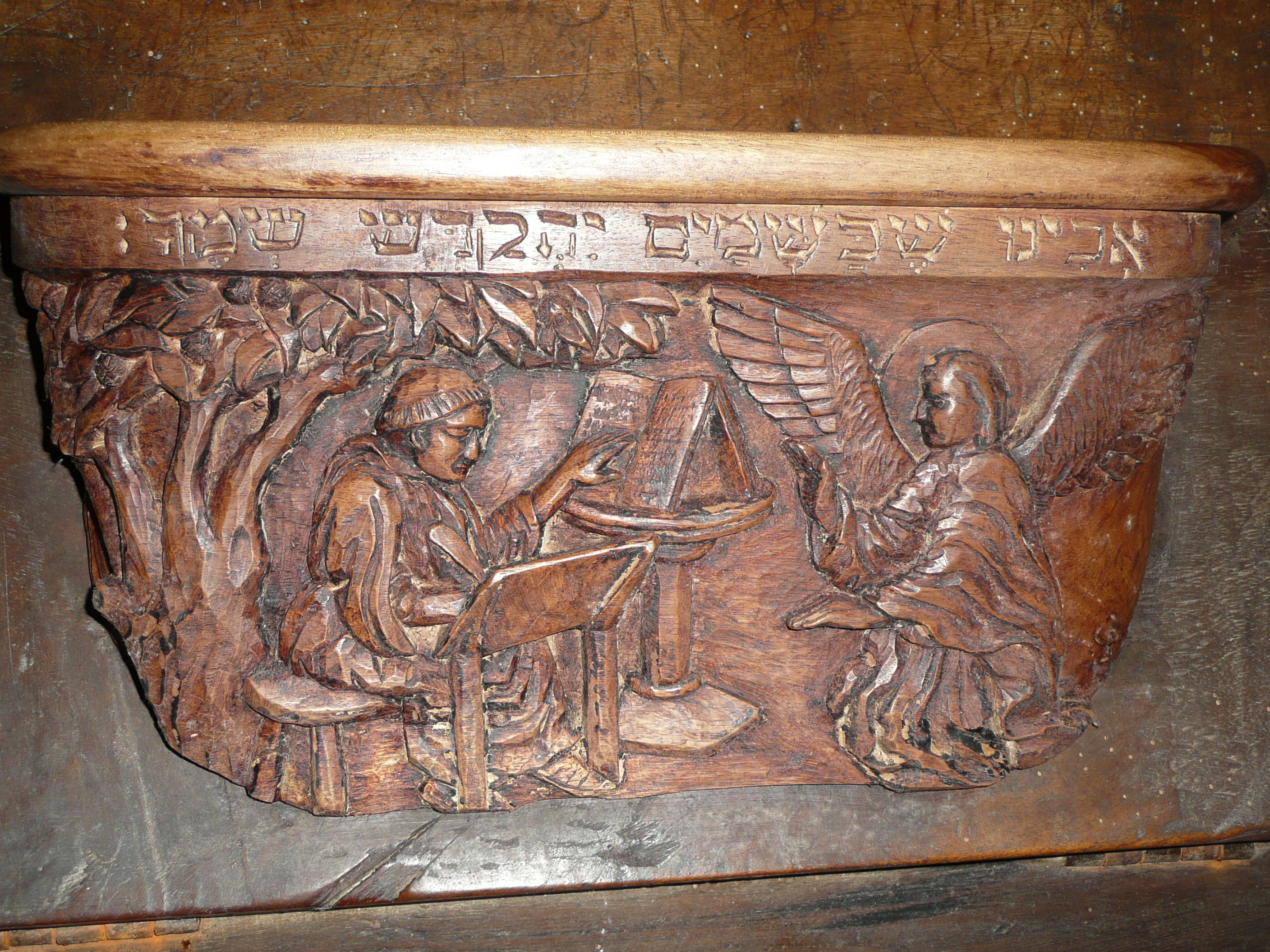
Talla medieval con monje inspirado por un ángel al traducir un texto bíblico del hebreo al latín.

En rasgos generales, las religiones ya mencionadas son aquellas en las que el monacato tiene formas claras de institucionalización. Aunque en sus orígenes comenzaron siendo formas marginales en el seno de sus respectivas religiones, la evolución de las mismas les ha dado un lugar de privilegio o al menos importante, en sus estructuras básicas. Aparte de estas, otras religiones, movimientos o filosofías que acogen formas de vida monacal son, entre otros, el Taoísmo, el Sintoísmo, el Ananda Marga y algunas religiones chamánicas.
En otras religiones, como el Judaísmo, el islam, el sijismo, el bahaísmo o el zoroastrismo, no se fomenta o incluso se condena (Islam y zoroastrismo), toda forma de monacato. Aunque si en el islam existen los derviches, formas de vida de consagración total a Alá, estas no se pueden considerar formas de vida monásticas, en todo caso se podrían equiparar más a las fraternidades cristianas. Mención aparte merece el Judaísmo, que en la antigüedad presentaba formas de consagración, similares a aquellas del monacato, como el caso de los nazareos, que renunciaban a ciertos placeres de la vida en vista de una mayor entrega a Yahveh, pero a estas no se les puede declarar abiertamente monásticas. Los judíos en la actualidad no fomentan ningún tipo de monacato.
Finalmente, existen numerosos movimientos, especialmente aquellos en el marco de la Nueva Era, que tienen planteamientos similares a los del monacato, que incluso fomentan un estilo de vida parecido al de los monjes, como la Cienciología, el Xiantiandao y el movimiento de Meditación trascendental.